# José Cisnero
José Luis Cisnero (né le 11 avril 1989 à Bajos de Haina, San Cristóbal, République dominicaine) est un lanceur droitier des Ligues majeures de baseball sous contrat avec les Tigers de Détroit.

## Carrière
José Cisnero signe son premier contrat professionnel en 2007 avec les Astros de Houston. Il débute en ligues mineures en 2008 dans la Ligue d'été de République dominicaine avant de graduer en Ligue des recrues aux États-Unis en 2009 et est principalement lanceur partant à travers son parcours dans l'organisation des Astros. Cisnero fait ses débuts dans le baseball majeur avec Houston le 22 avril 2013, lançant trois manches et un tiers en relève sans accorder de point aux Mariners de Seattle.
Il joue 33 matchs comme lanceur de relève des Astros en 2013 et 2014. En 48 manches et un tiers lancées, sa moyenne de points mérités s'élève à 4,66 avec 46 retraits sur des prises, deux victoires et deux défaites.
Il signe un contrat avec les Reds de Cincinnati en novembre 2014.